# Молокайська регата
Молокайська регата (англ. Molokai Hoe або англ. Moloka'i Hoe) — екстремальна гонка на гавайських (полінезійських) каное у відкритому морі в Тихому океані. Траса гонки пересікає Молокайську протоку (протока Каіві, англ. Kaiwi Channel), що з'єднує острови Молокаї та Оаху. Довжина дистанції приблизно 65 км. (41 морські милі). Гонку з 1952 року проводить 'Oahu Hawaiian Canoe Racing Association'.

## Історія
12 жовтня 1952 три полінезійські каное, по шість гребців у кожному, відпливли від острова Молокаї та відкритим океаном попрямували в бік острова Оаху. Першим через 8 годин 55 хвилин до берега Вайкікі перед готелем «Моана» пристало каное під керуванням Кукуі О'Ланікаула. Так було започатковано найпрестижніше у світі змагання на каное.
Перші дві жіночі команди вперше взяли участь у перегонах в 1975 році (без офіційного заліку).
За популярністю та увагою громадськості Молокайська гонка посідає на Гаваях друге місце після американського футболу і вважається не тільки великою спортивною, але також важливою культурно подією, що підтримує історичну традицію. Для більшості учасників «Molokai Hoe» є перевіркою чоловічих фізичних та психічних сил, ліміту мужності та командної згуртованості.
Поряд з 'Hawaiki Nui Va'a' на Таїті, 'Moloka'i Hoe' є найвідомішою у світі гонкою на полінезійських каное (каное з аутріггером) і вважається гавайцями Світовою Першістю на довгій дистанції в «королівському класі» (6-містне каное).
Окрім екстремальних фізичних та психічних навантажень марафонської дистанції, гребці також повинні долати тропічну спеку, високу вологість повітря та хвилі висотою 3-4 метри.
За весь час існування регати в ній взяли участь 260 клубів з всього світу. США були представлені штатами Каліфорнія, Орегон, Нью-Йорк, Пенсільванія та ін. З інших країн найбільше були представлені — Австралія, Нова Зеландія, Англія, Німеччина, Японія, Гонконг, Таїті та з різні полінезійські острови.
Гонка проходить щорічно в жовтні місяці, в ній бере участь понад 1000 гребців. В 58-й гонці 11 жовтня 2009 року взяли участь 112 міжнародних команд. У 2010 році гонка пройде 10 жовтня.

## Техніка та умови гонки
Кожне каное має в довжину приблизно 12 метрів, півметра в ширину та вагу близько 150 кг.
Кожна з команд состоїть з 9 гребців (6 чоловік гребуть, в той час як троє запасних членов команди пливуть поряд у моторному човні ескорту, що виконує також функцію страхування та постачання)
Приблизно через 30-45 хв. після старту дозволено робити першу заміну. Трійка з човна-ескорту стрибають у воду приблизно метрів за 50 поперду ходу каное. Коли коное порівнюється з ними, проходить бликавична заміна — троє з каноє стрибають у воду з одного борту, а трійка з води займає їх місце у каное через інший борт. У добре тренованої команди на цю операцію уходить менш ніж 5 секунд.
По ходу гонки можна робити стільки замін, скільки потребує команда, але остання заміна повинна відбутися не менш як за 30 хв. до фініша.
Старт відбувається з гавані «Hale o Lono» о-ва Молокаї, фініш — на пляжі ім. Дюка Каханамоку (Waikiki Beach) острова Оаху.

## Рекорди регати
- Рекорд дистанції для чоловічих команд у найсильнішому класі (клас OPEN GRASS), який вважається «світовим» — 4 години 30 хв. 54 сек. Він був встановлений в жовтні 2011 і належіть чотириразовому переможцю змагань — команді Shell Va'a (Таїті). Ця команда побила свій же попередній світовий рекорд 4:38:35, встановлений в гонці 2008 року[1]. Команда спонсується полінезійським відділенням концерну Shell.
- Рекорд для жіночих команд дорівнює 5 годин, 24 хв., 32 сек. (встановлений в 1995)[2]

## Результати 2009 року
Список 5-ти найкращих команд:
| місце | команда             | час     |
| ----- | ------------------- | ------- |
| 1     | Shell Va'a          | 4:40:17 |
| 2     | Team Primo          | 4:52:24 |
| 3     | Paddling Connection | 4:57:51 |
| 4     | Era'i Va'a          | 5:02:15 |
| 5     | Lanikai             | 5:05:22 |

Російська команда з Владивостоку подолала дистанцію за 7 годин, посівши в чоловічому заліку 104-те місце. Такий же приблизно результат (7 годин) показали команди людей з тілесними недоліками (інвалідів) «Pure Light» та «New Hope». Їх результат йшов в заліку в декількох вікових класах та в категорії «Adaptive Paddling».

## 2010 рік
| місце | команда                   | час     |
| ----- | ------------------------- | ------- |
| 1     | Shell Va'a                | 4:38:50 |
| 2     | Team Opt#1                | 4:51:34 |
| 3     | Team Opt#2                | 4:55:57 |
| 4     | Paddling Connection Tihit | 4:57:19 |
| 5     | Wailea Canoe Club — Team  | 4:57:21 |

## 2011 рік
| місце | команда                      | час     |
| ----- | ---------------------------- | ------- |
| 1     | Shell Va'a                   | 4:30:34 |
| 2     | EDT VAA TAHITI               | 4:36:45 |
| 3     | WAILEA CANOE CLUB-TEAM PRIMO | 4:42:59 |
| 4     | ANIKAI CANOE CLUB № 1        | 4:47:08 |
| 5     | AIR TAHITI VAA Tahiti        | 4:54:17 |

## Телетрансляція
Гонку знімають «в живу» з гелікоптерів. В США її по TV спостерігають 44 млн глядачів. Гонка також транслюється в багатьох країнах світу, в тому числі в Португалії і Росії.

## Виноски
1. ↑  Molokai Hoe world records. Архів оригіналу за 1 травня 2012. Процитовано 4 жовтня 2012.
2. ↑  The women's Molokai to Oahu Canoe Race